# CD 모스톨레스 URJC
CD 모스톨레스 URJC(스페인어: Club Deportivo Móstoles URJC)는 스페인 마드리드주 모스톨레스를 연고로 하는 축구단이다. 1996년에 창단되었으며, 테르세라 페데라시온에 참가하고 있다.CD 후벤투드 모스톨레스(CD Juventud Móstoles)로도 불리며, 약 14,000석 규모의 에스타디오 엘 소토에서 홈 경기를 치른다.

## 역대 감독
| 감독          | 임기        |
| ------------- | ----------- |
| 살바 바예스타 | 2018 ~ 2019 |